# Anne Chayet
Œuvres principales
Les temples de Jehol et leurs modèles tibétains
 La Femme au temps des Dalaï-lamas
Anne Chayet (née le 9 février 1943 à Boulogne-Billancourt et morte le 5 mai 2015 dans le 10e arrondissement de Paris) est directrice de recherche au CNRS. Tibétologue et sinologue, elle est spécialiste de l'histoire du Tibet, la culture tibétaine et les institutions du Tibet avant 1959, en particulier ses périodes médiévales, ses relations avec la Chine et l'Asie centrale, notamment durant la période de la dynastie Qing. Elle a publié un ouvrage sur les temples de Jehol à Chengde, province de Hebei, et leurs modèles tibétains en 1985, un autre sur les Tibétaines en 1993, et des articles sur l'architecture au Tibet, la peinture et la céramique du Tibet.

## Biographie
À la fin des années 1970, Anne Chayet est chargée de la documentation au musée Guimet et étudie sous la direction d'Ariane Macdonald des peintures sakyapa dont une partie fut exposée au Grand Palais en 1977 à l'exposition Dieux et Démons de l'Himalaya.
Sous la direction d'Ariane Macdonald-Spanien, en 1983, Anne Chayet a soutenu sa thèse, intitulée Les temples de Jehol et leurs modèles tibétains, à l'École pratique des hautes études dont elle reçut le titre d'élève diplômée de la IVe section (Sciences historiques et philologiques).
Jusqu'en 2008, elle fut directrice-adjointe de l'UMR 8155 (Centre de recherche sur les civilisations de l'Asie orientale).
Elle meurt d'une crise cardiaque, dans la nuit du 4 au 5 mai 2015.

## Accueil critique
Françoise Robin indique qu'avec son ouvrage La Femme au temps des Dalaï-lamas, elle est la première tibétologue en France à traiter de la place des femmes au Tibet, ainsi elle « comble donc un manque évident ». Le sinologue Philippe Paquet qualifie ce même ouvrage de « passionnante monographie ».
Le tibétologue Fernand Meyer considère l'ouvrage Les temples de Jehol et leurs modèles tibétains, comme « remarquable ». Il s'adresse aux spécialistes de l'art tibétain et chinois, mais aussi à ceux qui s'intéressent à l'idéologie du pouvoir impérial concernant le Tibet et les Mongols.

## Hommage
En 1995, Anne Chayet reçoit la médaille d'argent du prix Eugène Carrière de l'Académie française pour son ouvrage Art et archéologie du Tibet .

## Publications
- (1985[11]) (2006) Les temples de Jehol et leurs modèles tibétains, Recherche sur les Civilisations,  (ISBN 978-2865381234)
- (1993) La femme au temps des Dalaï-lamas, Stock-L. Pernoud,  (ISBN 978-2234025288)
- (1994) Art et archéologie du Tibet, éditions Picard,  (ISBN 978-2708404526)[13].
- (2000) Le Yuanmingyuan, jeux d'eau et palais européens du XVIIIe à la cour de Chine, Erc/Adpf,  (ISBN 286538165X)
- Avec Anne-Marie Blondeau & Katia Buffetrille (2002) Le Tibet est-il chinois ?, Albin Michel, Sciences des religions,  (ISBN 2226134263)
- (2010) Édition, éditions : l'écrit au Tibet, évolution et devenir, sous la direction d'Anne Chayet, Cristina Scherrer-Schaub, Françoise Robin et Jean-Luc Achard, Indus,  (ISBN 9783940659026)